# Cinnamomum chavarrianum
Cinnamomum chavarrianum là loài thực vật có hoa trong họ Nguyệt quế. Loài này được (Hammel) Kosterm. miêu tả khoa học đầu tiên năm 1988.